# Anisopus bicoronata
Anisopus bicoronata là một loài thực vật có hoa trong họ La bố ma. Loài này được Karl Moritz Schumann mô tả khoa học đầu tiên năm 1896 dưới danh pháp Marsdenia bicoronata. Năm 1902 Nicholas Edward Brown chuyển nó sang chi Anisopus.
WCSPF không công nhận loài này mà coi nó là đồng nghĩa của Anisopus mannii.